# Biserica Sfântul Nicolae din Zăval
Biserica „Sfântul Nicolae” din Zăval este un monument istoric aflat pe teritoriul satului Zăval.

## Situare
Pornind dinspre Craiova spre sudul județului Dolj, deci spre Dunăre, la 60 de km distanță se află situat satul Zăval, care împreună cu satele Gighera și Nedeia alcătuiesc comuna Gighera. Parohia „Sfântul Ierarh Nicolae” din satul Zăval, face parte din Protopopiatul Băilești al Sfintei Arhiepiscopii a Craiovei din Mitropolia Olteniei.

## Istoricul bisericii
Prima atestare documentară a bisericii din satul Zăval provine din 1 august 1608. Din acest document reiese că domnitorul Radu Vodă Basarab primește de la locuitorii satului, care erau robi, suma de 26000 de aspri, ca preț de răscumpărare, din care sunt iertați 4000 de aspri pentru a-și construi biserică. Aceasta biserică după cum spuneau bătrânii satului era construită din lemn de stejar, bolțile erau făcute din scândură de brad și era așezată în sudul satului. Pentru că ajunsese în stare avansată de degradare, locuitorii satului au hotărât să zidească altă biserică pe care au așezat-o pe un loc mai înalt. Pisania bisericii arăta că a fost săvârșită la 24 octombrie 1846. Ajungând și aceasta dărăpănată, s-a hotarât în 1924 repararea sa capitală. Din relatăriile Pr. Nicolae Bârzeanu, parohul bisericii la acea vreme, reiese că arhitectul și constructorul chemați să întocmească planul renovării, au ajuns la concluzia că ar fi mai bine dacă s-ar reconstrui biserica. Astfel, pe 8 decembrie 1929 s-a pus piatra de temelie pentru noul lăcaș de cult pe amplasamentul vechii biserici. Venind vremuri grele asupra țării (al doilea război mondial, secetă) și din lipsă de fonduri, lucrările au fost întrerupte de mai multe ori. După multe eforturi, biserica a fost terminată și sființită pe 11 noiembrie 1951 de către I.P.S. Sa Firmilian, Mitropolitul Olteniei, preot paroh fiind Pr. Florea Mihail.

## Alcătuirea bisericii actuale
Biserica este construită în formă de cruce, având trei turle. Lungimea este de 27 m, lățimea de 14 m, iar înălțimea de 23 m. Pictura a fost realizată în tempera de Jean Lișteanu ajutat de Sandi Florescu din Zăval. În anul 2010 biserica a fost renovă la exterior și schimbată tabla de pe acoperiș cu ajutorul primarului de la aceea vreme.

## Cimitirul
Cimitirul parohiei se află așezat încă din timpul bisericii vechi în jurul sfântului lăcaș având o suprafață de circa 1,5 ha.

## Galerie de imagini

Biserica Sf. Nicolae
Biserica Sf. Nicolae
Biserica Sf. Nicolae (pictură)
Pisania bisericii
Sfânta Treime
Răstignirea Domnului